# Hoplocorypha striata
Hoplocorypha striata är en bönsyrseart som beskrevs av Max Beier 1930. Hoplocorypha striata ingår i släktet Hoplocorypha och familjen Thespidae. Inga underarter finns listade i Catalogue of Life.